# Éva Kelemen
Éva Keleman (født 27. december 1987 i Szeghalom, Ungarn) er en ungarsk håndboldspiller som spiller for Debrecen VSC.